# Laura Letrari
Laura Letrari (née le 8 mars 1989 à Bressanone) est une nageuse italienne.

## Carrière
Elle est médaillée d'or du relais 4 × 100 m nage libre aux Jeux méditerranéens de 2009.
Aux Championnats d'Europe de natation en petit bassin 2010, elle est médaillée de bronze du relais 4 × 50 m 4 nages tandis qu'aux Championnats d'Europe de natation en petit bassin 2011, elle est médaillée de bronze du relais du relais 4 × 50 m nage libre.
Elle est médaillée d'or du relais 4 × 100 m nage libre et du relais 4 × 200 m nage libre aux Jeux méditerranéens de 2018.